# Stefán Logi Magnússon
Pour les articles homonymes, voir Logi et Magnusson.
Stefán Logi Magnússon est un footballeur islandais, né le 5 septembre 1980 à Reykjavik en Islande. Il évolue comme gardien de but.

## Sélection nationale
- Islande : 10 sélections

Stefán Magnússon a connu sa première sélection le 2 février 2008 contre la Biélorussie lors d'un match amical perdu par les islandais (0-2).

## Palmarès
KR Reykjavík
- Vainqueur de la Coupe d'Islande (1) : 2008